# Patrick Snyder
Pour les articles homonymes, voir Snyder.
 (novembre 2014).
Patrick Snyder est professeur au département d'histoire de l’Université de Sherbrooke au Québec.

## Formation
- 1990 Baccalauréat en théologie à l'Université de Sherbrooke
- 1993 Maitrise en théologie à l'Université de Sherbrooke
- 1997 Ph. D. en théologie à l'Université Laval et l'Université de Sherbrooke[2]

## Sujets d'enseignement et de recherche
Son enseignement et ses recherches portent sur les liens entre femmes, religions, spiritualités, enjeux sociaux et rapports de genres. Sa démarche scientifique se fait à travers : la critique féministe des différentes traditions religieuses ; l’exploration des anciennes et nouvelles voies d’expression de la spiritualité féminine (déesses, sorcière, etc.) ; un effort de compréhension des revendications féministes dans un contexte laïc et l’analyse de la contribution des études sur les genres et les rapports de genres.

## Publications

### Livres
- Une brève histoire des DÉESSES" Montréal, Éditions Fides, 2016, 263p.
- L’amitié revisitée : de Platon au « Village global », Montréal, Éditions Fides, 2008, 212p[3].
- Trois figures du diable à la Renaissance : l'enfant, la femme et le prêtre, Montréal, Fides, 2007, 137p[4].
- Représentations de la femme et chasse aux sorcières XIIIe – XVe siècles, Montréal, Fides, 2000, 123p.
- La femme selon Jean-Paul II, Montréal, Fides, 1999, 253p.

### Directions de collectifs
- Snyder, Patrick & Pelletier, Martine (dir.), Extases et interdits : Quand les religions s'intéressent à la sexualité, Novalis, 2020, 231 p.

- Snyder, Patrick & Pelletier, Martine (dir.), Qu’est-ce que le religieux contemporain?, Montréal, Fides, 2011, 328p[5];
- Snyder, Patrick & Pelletier, Martine (dir.), Ceci n’est pas le Bonheur, Montréal, Fides, 2009, 232p[6];
- Snyder, Patrick & Pelletier, Martine (dir.) Femme-homme : considérations sur l’expérience de la rencontre, Sherbrooke, Collection Dialogues, Éditions GGC/Université de Sherbrooke, 2003, 142p.;
- Snyder, Patrick, Vaillancourt, Louis (dir.) et Baril, Audrey, La méthodologie apprivoisée. Guide d’initiation à la méthodologie du travail intellectuel, Sherbrooke, GGC, 2001(2e éditions avec mise à jour en 2002), 146p.

### Quelques articles / chapitres de livre
- « Féminismes, religions et spiritualités », dans Qu’est-ce que le religieux contemporain?, Montréal, Fides, 2011, p.87-110.
- « Le Marteau des sorcières (1486) : pour en finir avec « le temps de la femme », Coll. L’école du genre, Presse de l’Université de Saint-Étienne, 2012. Actes du colloque Seifar (Société Internationale pour l’Étude des femmes de l’Ancien Régime) Les discours sur l’inégalité/égalité des femmes et des hommes de 1400 à 1600.
- « L’amitié femme-homme entre 1600-1750 : dénonciation inégalitaire et dialogue égalitaire », Coll. L’école du genre, Presse de l’Université de Saint-Étienne, 2011. Actes du colloque Les discours sur l’inégalité/égalité des femmes et des hommes de 1600 à 1750.
- « L'être masculin selon Jean-Paul II : le gardien des identités sexuelles et génériques originelles », dans Franchir le miroir patriarcal, direction Monique Dumais, Collection «Héritage et projet», Montréal, Fides, 2007, p. 315-333.
- « Le féminisme selon Jean-Paul II : l’impasse du déterminisme corporel», Sciences Religieuses, Vol. 29, No 2, 2001, p. 313-324.
- « La relation femme-homme selon Jean-Paul II : la mutuelle réalisation de soi», dans Femme-homme : considérations sur l’expérience de la rencontre, Sherbrooke, Collection Dialogues, Éditions GGC/Université de Sherbrooke, 2003, p.65 à 78.
- « La relation femme-homme selon Jean-Paul II : une spiritualité appliquée », Cahiers de spiritualité ignatienne, No 106, avril-juin 2003, p.45-55.
- « Le bonheur selon Aristote : l’action dans la contemplation », Chapitre I, dans Ceci n’est pas le Bonheur, Montréal, Fides, 2009, p.19-27.
- « La vie heureuse selon Augustin », Chapitre  III, dans Ceci n’est pas le Bonheur, Montréal, Fides, 2009, p.46-53.
- « Le plaisir selon Thomas d’Aquin : l’essence d’une vie heureuse », Chapitre IV, dans Ceci n’est pas le Bonheur, Montréal, Fides, 2009, p.54-63.
- « Le bonheur sexuel : l’art de rencontrer l’autre comme personne », Chapitre VIII, dans Ceci n’est pas le Bonheur, Montréal, Fides, 2009, p.121-136 (coauteur avec Martine Pelletier.
- « Bonheur et spiritualité : l’art de vivre heureux selon le Dalaï-Lama », Chapitre IX, dans Ceci n’est pas le Bonheur, Montréal, Fides, 2009, p.137-149.
- « Bonheur et hyperconsommation : quand consommation rime avec identité », Chapitre XII, dans Ceci n’est pas le Bonheur, Montréal, Fides, 2009, p.180-194.
- « Le bonheur selon Aristote : l’action dans la contemplation », Chapitre I, dans Ceci n’est pas le Bonheur, Montréal, Fides, 2009, p.19-27.
- « La vie heureuse selon Augustin », Chapitre  III, dans Ceci n’est pas le Bonheur, Montréal, Fides, 2009, p.46-53.
- « Le plaisir selon Thomas d’Aquin : l’essence d’une vie heureuse », Chapitre IV, dans Ceci n’est pas le Bonheur, Montréal, Fides, 2009, p.54-63
- « Le bonheur sexuel : l’art de rencontrer l’autre comme personne », Chapitre VIII, dans Ceci n’est pas le Bonheur, Montréal, Fides, 2009, p.121-136 (coauteur avec Martine Pelletier)
- « Bonheur et spiritualité : l’art de vivre heureux selon le Dalaï-Lama », Chapitre IX, dans Ceci n’est pas le Bonheur, Montréal, Fides, 2009, p.137-149.
- « Bonheur et hyperconsommation : quand consommation rime avec identité », Chapitre XII, dans Ceci n’est pas le Bonheur, Montréal, Fides, 2009, p.180-194.